# Andrea Roda
Andrea Roda (ur. 11 kwietnia 1990 w Como) – włoski kierowca wyścigowy.

## Życiorys

### Formuła Renault
Andrea karierę w wyścigach samochodów jednomiejscowych rozpoczął w roku 2006, debiutując we Włoskiej Formule 1600. Dorobek zaledwie dwóch punktów sklasyfikował go na 21. miejscu. Pod koniec sezonu wziął udział w zimowej edycji Włoskiej Formuły Renault. Nie zdobył jednak żadnych punktów.
W kolejnym roku wystartował w pełnym sezonie głównego cyklu włoskiej serii. I tu jednak zmagania zakończył z zerowym dorobkiem. Oprócz regularnych startów, Roda zaliczył również gościnny występ w dwóch rundach szwajcarskiej edycji (w Magny-Cours oraz Dijon-Prenois). Trzykrotnie znalazł się w punktowanej piętnastce, dzięki został sklasyfikowany na 29. pozycji. Pod koniec sezonu ponownie zaliczył udział w zimowym cyklu włoskiej serii. Za sprawą dziewięciu punktów rywalizację ukończył na 17. lokacie.
W sezonie 2008 kontynuował starty, we Włoskiej Formule Renault. Tym razem dwukrotnie sięgnął punkty, plasując się odpowiednio na dziewiątej (w czeskim Brnie) i piętnastej pozycji (w Misano Adriatico). W klasyfikacji generalnej znalazł się na 26. miejscu. Andrea zaliczył również udział w jednej rundzie Włoskiej Formuły 2000 Light. Na torze Imola ukończył jedynie drugi wyścig, dojeżdżając jako osiemnasty.
Po trzyletniej współpracy z ekipą Tomcat Racing, Włoch nawiązał współpracę z zespołem BVM Minardi, z którą zaliczył trzeci sezon we włoskiej serii z cyklu Formuły Renault. Wyniki uległy znacznej poprawie i Roda w każdym ukończonym wyścigu dojeżdżał w punktowanej piętnastce. Najlepsze wyniki uzyskał na włoskim torze Monza, gdzie zajął odpowiednio trzecią oraz piątą lokatę. Zdobyte punkty sklasyfikowały go na 12. pozycji. Andrea zadebiutował także w Europejskiej Formule Renault. W żadnym z sześciu startów Włoch nie zdołał jednak uzyskać punktów.
Nie będąc liczonym do klasyfikacji, Roda zadebiutował w Międzynarodowej Formule Master. Na belgijskim torze Spa-Fracorchamps (reprezentując ekipę IFM Talent Support Program) w pierwszym starcie dojechał na trzynastym miejscu, natomiast drugiego nie ukończył.

### Formuła 3
W latach 2010–2011 Roda ścigał się we Włoskiej Formule 3. W pierwszym roku startów (w ekipie RC Motorsport) Andrea jedyny punkt (za dziesiątą lokatę) odnotował w pierwszym starcie, na torze Vallelunga, dzięki czemu zmagania zakończył na 22. pozycji. W drugim z kolei (w Prema Powerteam) zaprezentował się wyraźnie lepiej, będąc ośmiokrotnie w czołowej dziesiątce i zajmując 12. miejsce w końcowej klasyfikacji. Najwyższą lokatę uzyskał na torach w Adria i Monzy, plasując się na siódmym pozycji.
W sezonie 2012 Andrea podpisał kontrakt ze szwajcarską ekipą Jo Zeller Racing, na udział w Formule 3 Euroseries oraz Europejskich Mistrzostwach Formuły 3. W Formule 3 Euroseries Roda z dorobkiem 15 punktów ukończył sezon na 13 pozycji, zaś w Europejskiej Formule 3 zajął 12 lokatę w klasyfikacji generalnej.

### Auto GP World Series
W sezonie 2013 Włoch zadebiutował w bolidzie Virtuosi UK w mistrzostwach serii Auto GP World Series. W ciągu 16 wyścigów zdołał uzbierać łącznie 45 punktów. Dały mu one dwunastą pozycję w klasyfikacji generalnej.
Rok później kontynuował współpracę z Virtuosi UK. Wystartował łącznie w szesnastu wyścigach, w ciągu których pięciokrotnie stawał na podium, w tym raz na jego najwyższym stopniu. Uzbierał łącznie 166 punktów. Dało mu to czwarte miejsce w końcowej klasyfikacji kierowców.

### Formuła Renault 3.5
W sezonie 2014 Roda wystartował podczas wyścigu na torze Circuit de Monaco Formuły Renault 3.5 z brytyjską ekipą Comtec Racing. Uplasował się na osiemnastej pozycji. Został sklasyfikowany na 28. miejscu w końcowej klasyfikacji kierowców.

## Wyniki

### Formuła Renault 3.5
| Legenda oznaczeń w tabelach wyników Wyświetl szablon na nowej stronie | Legenda oznaczeń w tabelach wyników Wyświetl szablon na nowej stronie                                                                     |
| Oznaczenie                                                            | Wyjaśnienie |
| --------------------------------------------------------------------- | --- |
| Złoty                                                                 | Zwycięzca lub mistrzostwo |
| Srebrny                                                               | 2. miejsce lub wicemistrzostwo |
| Brązowy                                                               | 3. miejsce lub II wicemistrzostwo |
| Zielony                                                               | Ukończył, punktował (w klasyfikacji generalnej, gdy zdobył co najmniej jeden punkt na przestrzeni sezonu, poza trzema powyższymi opcjami) |
| Niebieski                                                             | Ukończył, nie punktował (w klasyfikacji generalnej, gdy nie zdobył co najmniej jednego punktu na przestrzeni sezonu)                      |
| Czerwony                                                              | Nie zakwalifikował się (NZ) |
| Czerwony                                                              | Nie prekwalifikował się (NPK) |
| Różowy                                                                | Nie ukończył (NU) |
| Różowy                                                                | Niesklasyfikowany (NS) (w klasyfikacji generalnej, gdy nie został sklasyfikowany w żadnym wyścigu sezonu)                                 |
| Czarny                                                                | Zdyskwalifikowany (DK) |
| Czarny                                                                | Wykluczony (WYK/EX) |
| Biały                                                                 | Nie wystartował (NW) |
| Biały                                                                 | Kontuzjowany (K/INJ) |
| Biały                                                                 | Wyścig odwołany (OD/C) |
| Bez koloru                                                            | Został wycofany (WYC/WD) |
| Bez koloru                                                            | Nie przybył (NP/DNA) |
| Bez koloru                                                            | Nie brał udziału w treningach (NT/DNP) |
| Bez koloru                                                            | Nie został zgłoszony (–) |
| Pogrubienie                                                           | Start z pole position |
| Kursywa                                                               | Najszybsze okrążenie wyścigu |
| †                                                                     | Nie ukończył, ale jego rezultat został zaliczony ze względu na przejechanie więcej niż 90% dystansu wyścigu.                              |
| *                                                                     | Sezon w trakcie |
| 1/2/3                                                                 | Punktowana pozycja w sprincie kwalifikacyjnym                                                                                             |
| Lista systemów punktacji Formuły 1                                    | |

| Rok  | Zespół        | Wyniki w poszczególnych eliminacjach | Wyniki w poszczególnych eliminacjach | Wyniki w poszczególnych eliminacjach | Wyniki w poszczególnych eliminacjach | Wyniki w poszczególnych eliminacjach | Wyniki w poszczególnych eliminacjach | Wyniki w poszczególnych eliminacjach | Wyniki w poszczególnych eliminacjach | Wyniki w poszczególnych eliminacjach | Wyniki w poszczególnych eliminacjach | Wyniki w poszczególnych eliminacjach | Wyniki w poszczególnych eliminacjach | Wyniki w poszczególnych eliminacjach | Wyniki w poszczególnych eliminacjach | Wyniki w poszczególnych eliminacjach | Wyniki w poszczególnych eliminacjach | Wyniki w poszczególnych eliminacjach | Punkty | Pozycja |
| ---- | ------------- | ------------------------------------ | ------------------------------------ | ------------------------------------ | ------------------------------------ | ------------------------------------ | ------------------------------------ | ------------------------------------ | ------------------------------------ | ------------------------------------ | ------------------------------------ | ------------------------------------ | ------------------------------------ | ------------------------------------ | ------------------------------------ | ------------------------------------ | ------------------------------------ | ------------------------------------ | ------ | ------- |
| 2014 | Comtec Racing | ITA                                  | ITA                                  | ARA                                  | ARA                                  | MON                                  | BEL                                  | BEL                                  | RUS                                  | RUS                                  | DEU                                  | DEU                                  | HUN                                  | HUN                                  | FRA                                  | FRA                                  | JER                                  | JER                                  | 0      | 28      |
| 2014 | Comtec Racing | –                                    | –                                    | –                                    | –                                    | 18                                   | –                                    | –                                    | –                                    | –                                    | –                                    | –                                    | –                                    | –                                    | –                                    | –                                    | –                                    | –                                    | 0      | 28      |

### Podsumowanie
| Sezon | Seria                                  | Zespół                         | Wyścigi | PP | Zwycięstwa | Podium | NO | Punkty | Pozycja |
| ----- | -------------------------------------- | ------------------------------ | ------- | -- | ---------- | ------ | -- | ------ | ------- |
| 2006  | Włoska Formuła Renault (edycja zimowa) | Tomcat Racing                  | 4       | 0  | 0          | 0      | 0  | 0      | NS      |
| 2006  | Włoska Formuła Junior 1600             |                                |         | 0  |            |        | 0  | 2      | 21      |
| 2007  | Włoska Formuła Renault                 | Tomcat Racing                  | 13      | 0  | 0          | 0      | 0  | 0      | NS      |
| 2007  | Włoska Formuła Renault (edycja zimowa) | Tomcat Racing                  | 4       | 0  | 0          | 0      | 0  | 9      | 17      |
| 2007  | Szwajcarska Formuła Renault            | Tomcat Racing                  | 4       | 0  | 0          | 0      | 0  | 7      | 29      |
| 2008  | Włoska Formuła Renault                 | Tomcat Racing                  | 14      | 0  | 0          | 0      | 0  | 13     | 26      |
| 2008  | Formula 2000 Light Italy               | Tomcat Racing                  | 2       | 0  | 0          | 0      | 0  | 0      | NS      |
| 2009  | Włoska Formuła Renault                 | BVM Minardi Team               | 12      | 0  | 0          | 0      | 0  | 112    | 12      |
| 2009  | Europejski Puchar Formuły Renault 2.0  | BVM Minardi Team               | 6       | 0  | 0          | 0      | 0  | 0      | NS      |
| 2009  | Międzynarodowa Formuła Master          | TSP – Talent Support Programme | 2       | 0  | 0          | 0      | 0  | 0      | NS      |
| 2010  | Włoska Formuła 3                       | RC Motorsport                  | 16      | 0  | 0          | 0      | 0  | 1      | 21      |
| 2011  | Włoska Formuła 3                       | Prema Powerteam                | 16      | 0  | 0          | 0      | 0  | 20     | 12      |
| 2012  | Formuła 3 Euro Series                  | Jo Zeller Racing               | 24      | 0  | 0          | 0      | 0  | 15     | 13      |
| 2012  | Europejska Formuła 3                   | Jo Zeller Racing               | 20      | 0  | 0          | 0      | 0  | 8      | 12      |
| 2012  | Grand Prix Makau                       | Jo Zeller Racing               | 1       | 0  | 0          | 0      | 0  | N/A    | 22      |
| 2012  | Masters of Formula 3                   | Jo Zeller Racing               | 1       | 0  | 0          | 0      | 0  | N/A    | 14      |
| 2013  | Auto GP World Series                   | Virtuosi UK                    | 16      | 0  | 0          | 0      | 0  | 45     | 12      |
| 2014  | Auto GP World Series                   | Virtuosi Racing                | 16      | 1  | 0          | 0      | 5  | 166    | 4       |
| 2014  | Formuła Renault 3.5                    | Comtec Racing                  | 1       | 0  | 0          | 0      | 0  | 0      | 28      |
| 2014  | European Le Mans Series – LMP2         | Sebastien Loeb Racing          | 1       | 0  | 0          | 0      | 0  | 8      | 23      |